# نویهاوس (اوشت)
نویهاوس (به آلمانی: Neuhaus) یک منطقهٔ مسکونی در آلمان است که در ام دابراک واقع شده‌است.